# Sabicea urbaniana
Sabicea urbaniana är en måreväxtart som beskrevs av Herbert Fuller Wernham. Sabicea urbaniana ingår i släktet Sabicea och familjen måreväxter.
Artens utbredningsområde är Bioko. Inga underarter finns listade i Catalogue of Life.